# Heterodactylus septentrionalis
Heterodactylus septentrionalis là một loài thằn lằn trong họ Gymnophthalmidae. Loài này được Rodrigues, De Freitas & Silva mô tả khoa học đầu tiên năm 2009.